# Дасті Андерсон
Дасті Андерсон (англ. Dusty Anderson), справжнє ім'я — Рут Андерсон (англ. Ruth Anderson; нар. 17 грудня 1918 — 12 вересня 2007) — американська акторка і модель.

## Дитячі роки
Рут Андерсон народилася 17 грудня 1918 року у штаті Огайо.
Жила разом з бабусею у невеличкому містечку Толедо, де відвідувала місцеву школу фотографії. Щоб придбати фотокамери збирала по кілька пенні на місяць. Одного разу, коли Рут пливла на каное по озеру Ері, раптовий вітер перекинув човен, і камери пішли на дно. Щоб знову назбирати гроші Рут стала позувати іншим фотографам як модель. Відтак тимчасова робота стала початком кар'єри дівчини.

## Кар'єра
Рут Андерсон їде до Нью-Йорку, де з'являється на обкладинці журналу. Там її помітив Гаррі Кон, бос Columbia Pictures і запропонував контракт із студією. Він також змінив ім'я Рут на Дасті.
Першою стрічкою, де знялася Дасті Андерсон стала «Дівчина з обкладинки». Прем'єра фільму відбулася 30 березня 1944 року.
А 27 жовтня фотографія Дасті з'явилася на обкладинці відомого журналу «YANK».

## Фільмографія
- Дівчина з обкладинки (1944) — дівчина на обкладинці
- Сьогодні ввечері і кожного вечора (1945) — Тоні
- Тисяча і одна ніч (1945) — Новіра
- З небес на землю (1947) — муза
- Під моєю шкірою (1950) — дівчина в кафе
- Піклуйтесь про моє малятко (1951) — касирка